# Polaromonas ginsengisoli
Polaromonas ginsengisoli es una especie de bacteria gramnegativa del género Polaromonas. Descrita en el año 2018. Su etimología hace referencia al ginseng, ya que se ha aislado únicamente del suelo de plantaciones de ginseng en Corea del Sur. Es aerobia, inmóvil, con células de 0,4-1,0 µm de ancho y 1,2-3,0 µm de largo. Las colonias en agar R2A son blancas, lisas y convexas. Temperatura de crecimiento entre 10-30 °C. 